# 毛状体

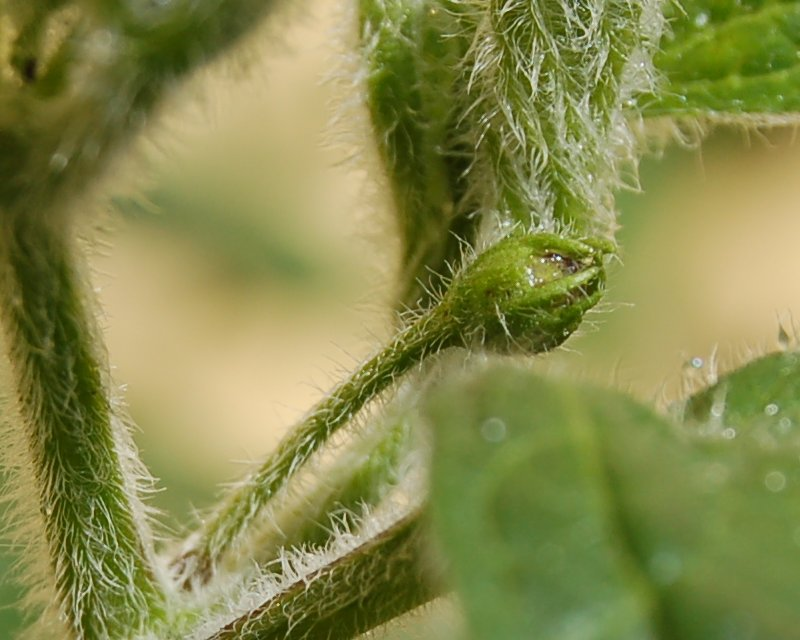
紫花椒芽，上有毛状体

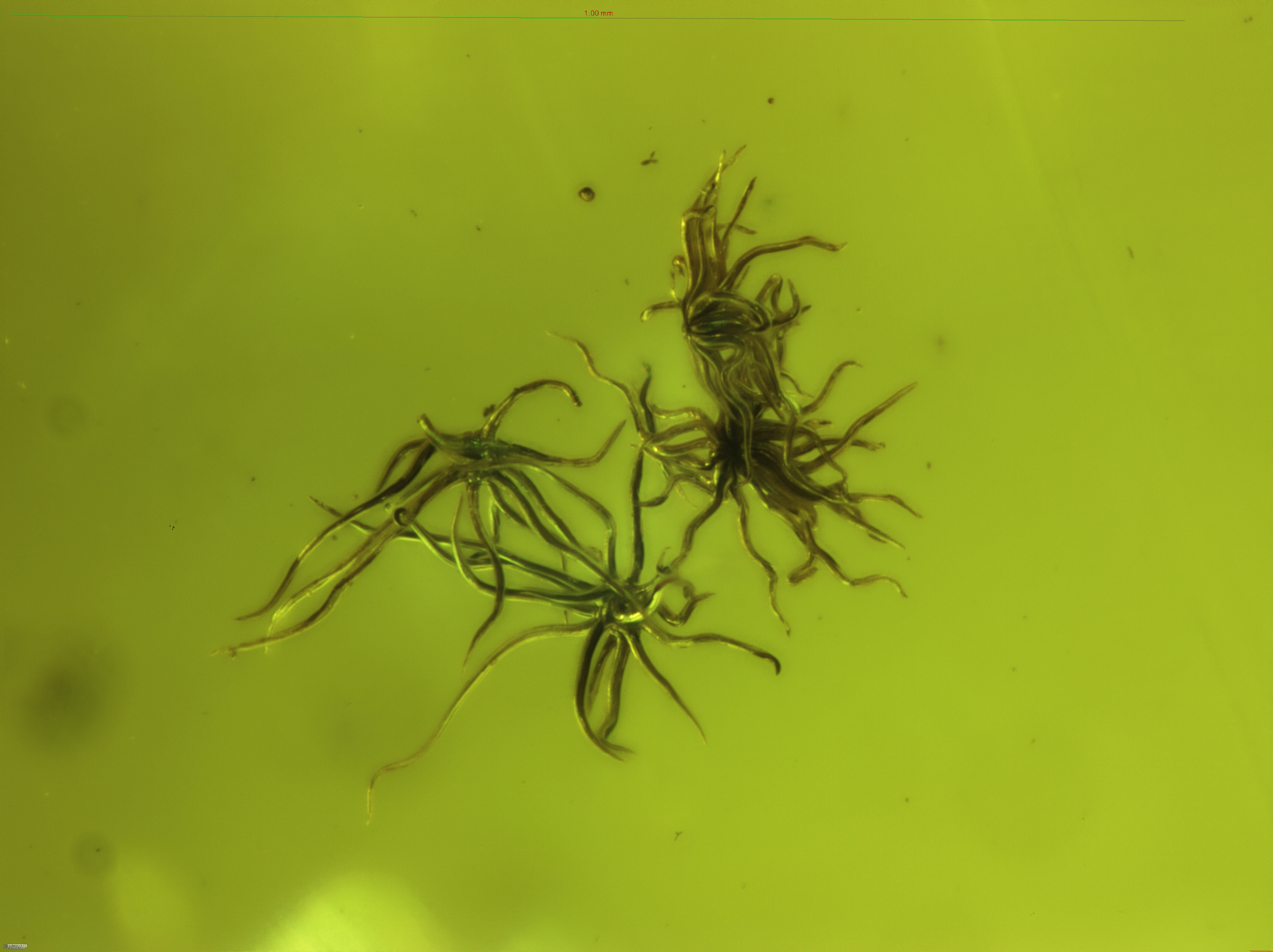
波罗的海琥珀中的化石乳突毛（多半为橡木）；图像宽度约1 mm。

毛状体（英語：trichome）泛指是植物、藻类、地衣及部分原生生物上的纤细生长物或毛状附属体。毛状体的结构和功能各不相同，有柔毛、刚毛、腺毛、鳞片、乳突毛等等多种。植物上任何形式的毛形成的覆盖，称为毛被（indumentum），而带有毛被的表面，称为“具被毛”（pubescent）。

## 藻类
一些（主要是丝状）藻類的边缘细胞会形成类似于毛发的长条结构，称为藻丝。这个词也用作藍菌門中的类似结构，可见于螺旋藻属和顫藻屬。蓝菌的藻丝有些有鞘（如眉藻屬），有些无鞘（如顫藻屬）。藻丝在防止寒冷荒漠氣候的土壤受侵蚀方面极其重要。藻丝的鞘交叉形成持久的粘性网络，有助于维持土壤结构。

## 植物

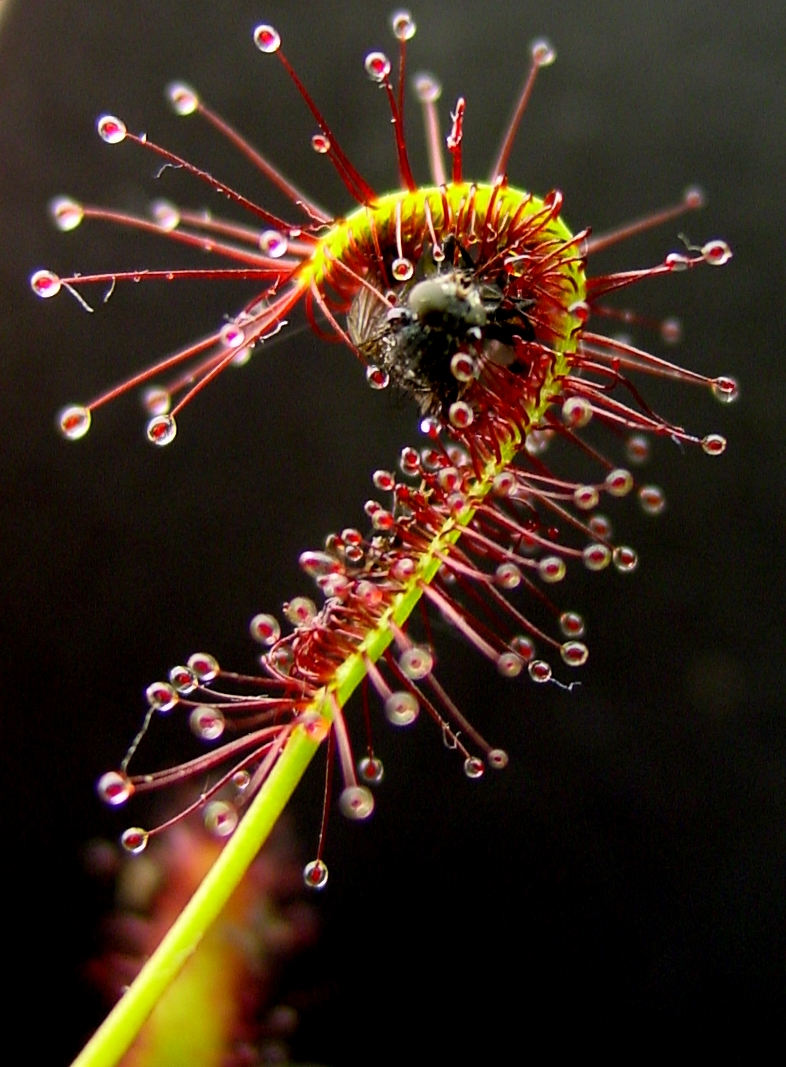
食虫植物的黏性毛状体。图示的好望角毛氈苔内有昆虫受困。

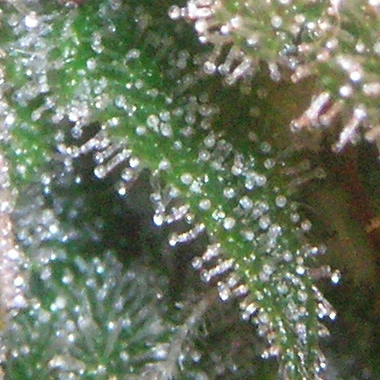
大麻属的腺毛，富含大麻素。

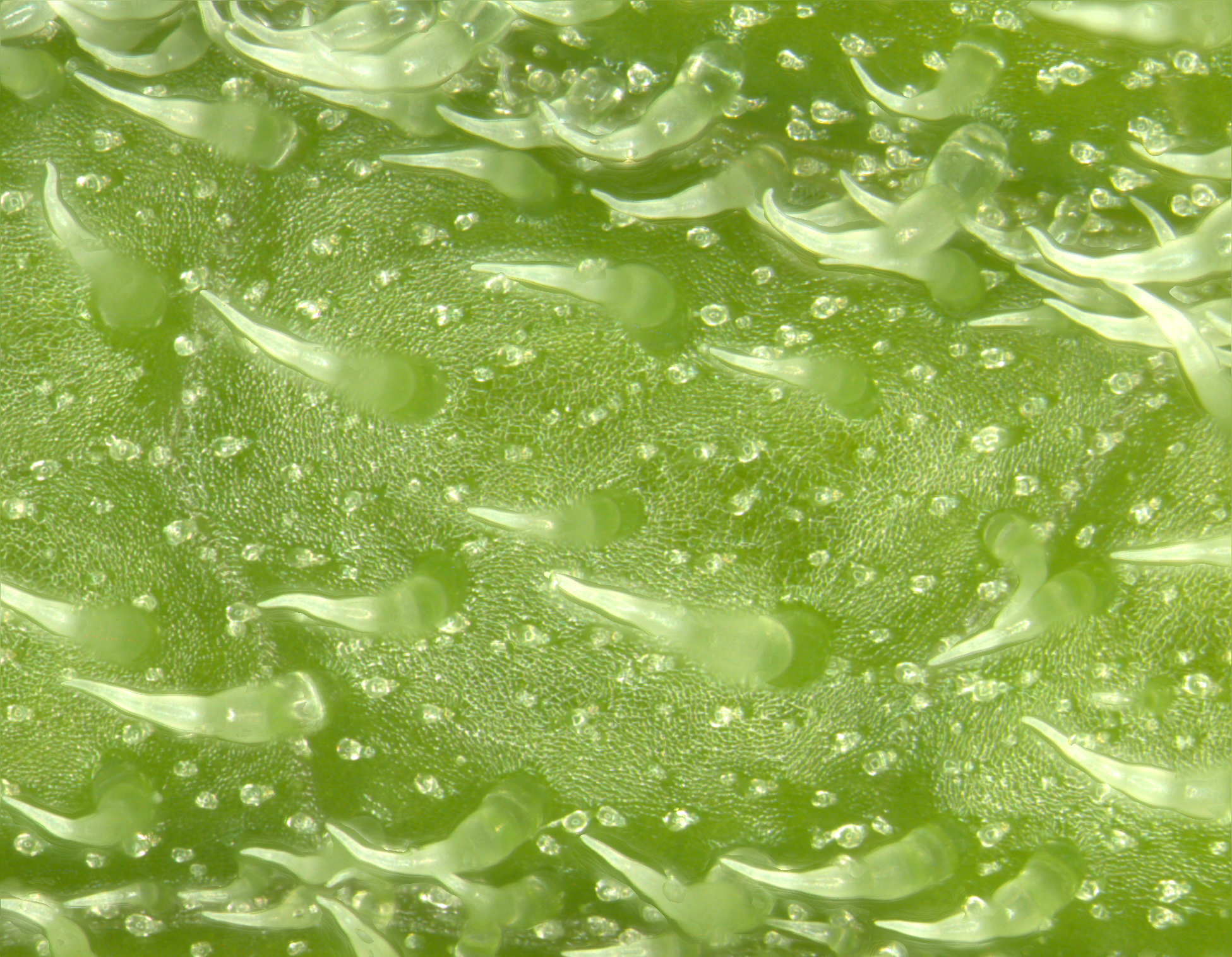
木龙葵叶子上的毛状体。

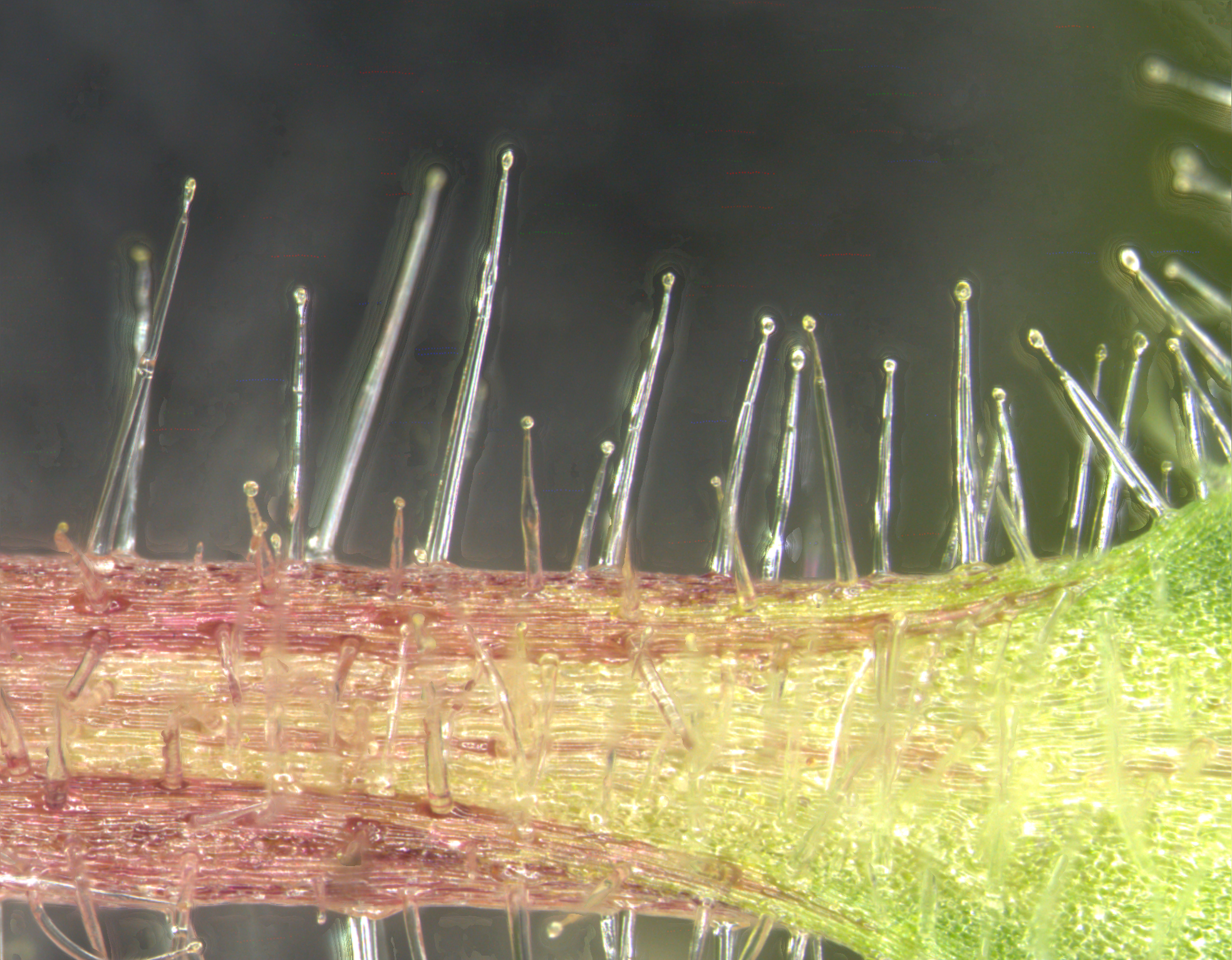
奎東茄葉柄上的毛状体。

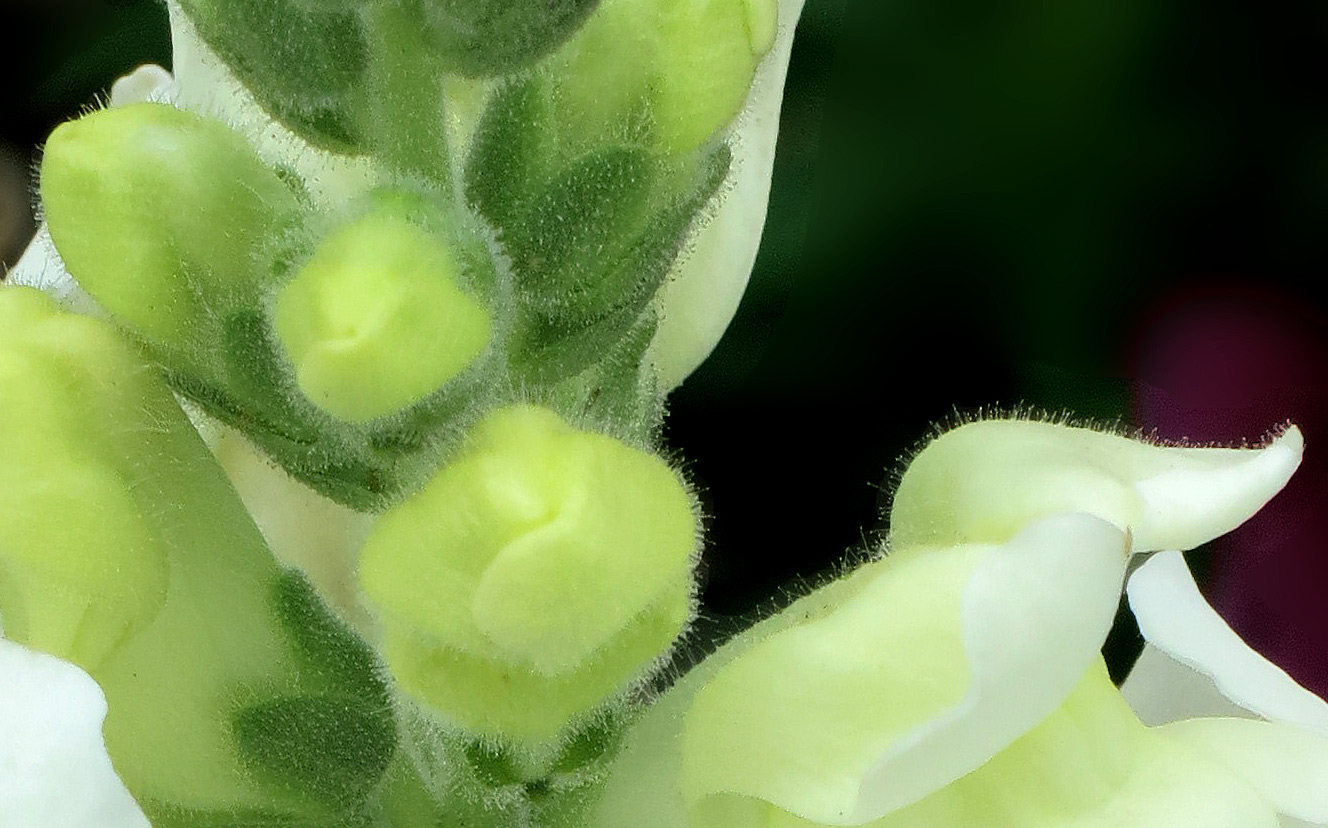
金魚草的芽，上有毛状体。

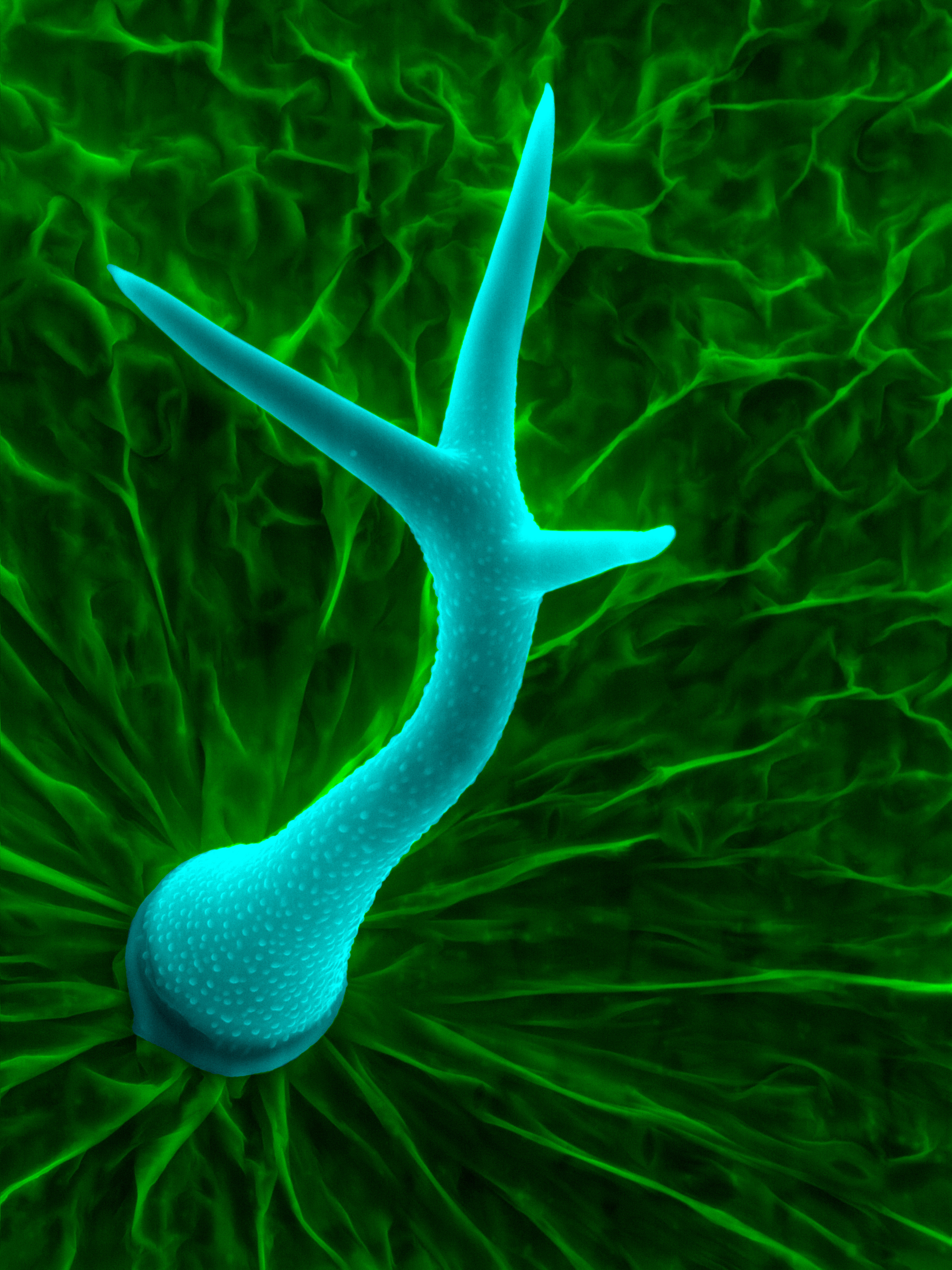
拟南芥叶子上的毛状体的扫描电子显微镜图像。该毛为单个细胞。

通常植物是为了适应干旱、严寒，对抗强蒸腾、强紫外线、昆虫及植食性动物等的危害而长出毛状体；其可截留水滴、隔绝低温、或使掠食者无法吞咽。植物毛状体特征各异，在植物的种类和单个植物的器官之间都有不同。毛状体按照这些特征进行分类。一些决定性的特征包括：
- 单细胞还是多细胞
- 形状是直立（几乎没有分支）、螺旋、还是钩形[2]
- 是否有细胞质
- 是非腺毛（分泌物质）
- 是曲折形、简单形（不分枝且单细胞）、盾形（鳞片状）、还是星形[3]
- 是近轴的（英语：Glossary of botanical terms#Adaxial）还是背轴的（英语：Glossary of botanical terms#Abaxial）